# Liste der Jarle von Orkney
Die folgende Liste führt die Jarle von Orkney oder Orkneyjarle auf, die zwischen ca. 875 und 1470 als Jarl der Orkney und Shetland umfassenden Nördlichen Inseln (Norðreyjar) Vasallen der Könige von Norwegen waren.

## Liste der Jarle von Orkney (um 875–1470)
- Røgnvald Eysteinsson († um 900), Jarl von Møre, übergab Orkney 880 seinem Bruder Sigurd
- Sigurd Eysteinsson († 892)
- Guthorm Sigurdsson († um 893)
- Hallad Rognvaldsson († um 895)
- Einarr Rognvaldsson, genannt Torf-Einar († 910)

- Arnkel Torf-Einarsson († 954) mit Erlend und Thorfinn
- Erlend Torf-Einarsson († 954) mit Arnkel und Thorfinn
- Thorfinn Torf-Einarsson († 963) bis 954 mit Arnkel und Erlend

- Arnfinn Thorfinnsson († nach 963)
- Havard Thorfinnsson († vor 980)
- Ljot Thorfinnsson († um 980)
- Hlodvir Thorfinnsson († 991)
- Sigurd Hlodvirsson († 1014)

- Sumarlidi Sigurdsson († um 1016) mit Brusi und Einar
- Brusi Sigurdsson († um 1031) bis 1016 mit Einar und Sumarlidi, bis 1020 mit Einar, 1025–1031 mit Thorfinn
- Einar Sigurdsson († 1020) bis 1016 mit Brusi and Sumarlidi, bis 1020 mit Brusi
- Thorfinn Sigurdsson († um 1065), 1025–1031 mit Brusi, 1036–1046 mit Røgnvald Brusason
- Røgnvald Brusason († um 1046) ab 1036 mit Thorfinn

- Páll Thorfinnsson († 1098) mit Erlend
- Erlend Thorfinnsson († 1098) mit Páll

- Sigurd Magnusson († 1130), bis 1103, danach König von Norwegen

- Hákon Pállsson († 1123) 1106–1115 mit Magnús
- Magnús Erlendsson († 1115) ab 1106 mit Hákon; Heiliger

- Harald Hákonsson († um 1131) mit Páll
- Páll Hákonsson († um 1136) 1123–1131 mit Harald

- Rögnvald Kali Kolsson († 1158) 1138–1151 und 1154–1158 mit Harald Maddadsson, 1151–1154 mit Harald und Erlend Haraldsson
- Harald Maddadsson († 1206) 1138–1151 mit Rögnvald, abgesetzt 1151, wiedereingesetzt 1154–1158 mit Rögnvald, 1197–1198 mit Harald Eiriksson
- Erlend Haraldsson († 1154) ab 1151 mit Harald Maddadsson und Rögnvald Kali Kolsson
- Harald Eiriksson († 1198) ab 1197 mit Harald Maddadsson

- David Haraldsson († 1214) mit John
- John Haraldsson († 1231) bis 1214 mit David
  - vakant 1231–1236

- Magnus of Angus († 1239)
- Gilbert, Earl of Caithness († 1256)
- Magnus Gilbertsson († 1273)
- Magnus Magnusson († 1284)
- Jón Magnússon († vor 1312)
- Magnus Jónsson († um 1321)
  - vakant 1321–1330
- Malise († 1350), 8. Earl of Strathearn, Earl of Caithness
  - vakant 1350–1353

- Erengisle Suneson († vor 1360)
  - vakant vor 1360–1375

- Alexander de Ard († um 1376)
  - vakant 1376–1379

- Henry Sinclair († 1400)
- Henry II. Sinclair († 1420)
- William Sinclair († 1484), Jarltitel entzogen 1470, ab 1449 Lord Sinclair, ab 1455 Earl of Caithness